# Fernand Baldensperger

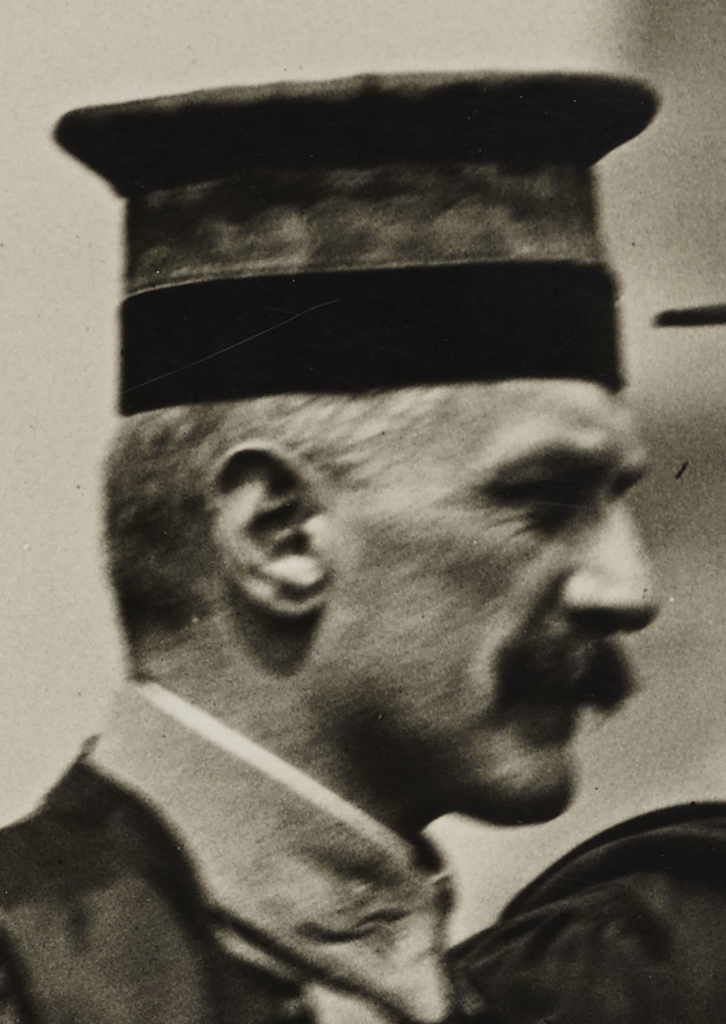
Fernand Baldensperger bei der Abschlussfeier an der Columbia University (1918)

Philippe Jules Fernand Baldensperger (auch Ferdinand Baldensperger, Pseudonym Fernand Baldenne; * 4. Mai 1871 in Saint-Dié; †  24. Februar 1958 in Paris) war ein französischer Literaturhistoriker und einer der Begründer der Fachdisziplin der Vergleichenden Literaturwissenschaft.

## Leben
Baldensperger wuchs als Sohn eines Textilfabrikanten in Saint-Dié (Département Vosges) auf, das nach dem Deutsch-Französischen Krieg bei Frankreich geblieben war. Die letzten Schuljahre absolvierte er in Nancy und am Lycée Louis-le-Grand in Paris, bevor er an den Universitäten Nancy, Heidelberg, Berlin und Bonn Germanistik studierte. Er bestand 1892 die Agrégation (Staatsprüfung für das höhere Lehramt) im Fach Deutsch und begann nach seinem Militärdienst im folgenden Jahr als Sekundarschullehrer zu unterrichten. Zusätzlich erwarb er 1893 die Licence in Englisch und lehrte diese Sprache anschließend an der Universität Nancy.
Nach mehreren Studienreisen durch Deutschland (1894), England (1895) und Schottland (1897) schloss er 1899 an der geisteswissenschaftlichen Fakultät der Universität Paris (Sorbonne) das Doctorat d’État ab. Seine beiden Qualifikationsschriften – eine in Französisch, die zweite in Latein – waren einerseits dem Leben und Werk des Schweizer Novellisten Gottfried Keller, andererseits Adam Oehlenschlägers Komödie Aladdin gewidmet. Ab 1898 lehrte er als Maître de conférences (Hochschuldozent) für deutsche Literatur an der Universität Nancy.
Zwei Jahre später wechselte er zunächst als Lehrbeauftragter für vergleichende Literatur an die Universität Lyon, wo er 1902 zum Professor ernannt wurde. In Lyon heiratete Baldensperger 1903 Marguerite Marie Bonzon, mit der er vier Kinder bekam. Er wurde 1910 Lehrbeauftragter für vergleichende Literatur an der Pariser Sorbonne. Gastprofessuren führten ihn in die USA, an die Universitäten Harvard (1913–14) und Columbia (1917–19). Dazwischen leistete er im Ersten Weltkrieg von 1914 bis 1916 Militärdienst als Übersetzer.
Baldensperger wurde 1919 zum Professor für vergleichende Literatur an der Sorbonne ernannt. Mit Paul Hazard gründete er 1921 die Zeitschrift Revue de littérature comparée, welche die beiden anschließend gemeinsam herausgaben. Auf dem 1. Internationalen Kongress für Literaturgeschichte in Budapest wurde er 1922 zu dessen Vorsitzenden gewählt. Nach mehreren Aufenthalten in den Vereinigten Staaten (1925, 1928, 1932) ließ er sich dort nach seinem Eintritt in den Ruhestand 1935 bis zum Ende des Zweiten Weltkriegs 1945 dauerhaft nieder.
In seinem 1904 erschienenen Werk Goethe en France („Goethe in Frankreich“) erzählte Baldensperger die Geschichte all derjenigen, die sich auf Goethe bezogen haben. 
Die Columbia University und die Universität Budapest verliehen Baldensperger die Ehrendoktorwürde. Er wurde 1919 als Ritter und 1935 als Offizier der französischen Ehrenlegion ausgezeichnet. 1940 wurde er in die American Academy of Arts and Sciences gewählt. Die 1954 gegründete International Comparative Literature Association wählte Baldensperger zu ihrem Ehrenpräsidenten.

## Werke
- Gottfried Keller. Sa vie et ses œuvres, Paris, Librairie Hachette, 1899
- La littérature. Création, succès, durée. Bibliothèque de philosophie scientifique, Ernest Flammarion, (1934)
- Goethe en France, étude de littérature comparée, Paris (Hachette) 1904, (deuxième edition 1920)
- Le mouvement des idées dans l'émigration française, 1925, 2 vol.
- Baldensperger, Fernand and Werner P. Friedrich: Bibliography of Comparative Literature. New York, Russell & Russell, 1960
- La littérature française entre des deux guerres (1919–1939). Marseille, Editions du Sagittaire, 1943